# MyColor
MyColor is een programma alleen aanwezig in de Ford Mustang van het modeljaar 2005 waarbij voor de dashboardverlichting gekozen kan worden uit meer dan honderd kleuren. Dit systeem zit standaard op deze sportauto.